# Molophilus serpentiger
Molophilus serpentiger là một loài ruồi trong họ Limoniidae. Chúng phân bố ở miền Cổ bắc.